# Christabelle Borg
Christabelle Borg (Mġarr, 28 april 1992) is een Maltees zangeres.

## Biografie
Borg waagde in 2014 voor het eerst haar kans in de Maltese preselectie voor het Eurovisiesongfestival. Met het nummer Lovetricity eindigde ze als achtste in de finale. In 2015 werd ze tweede met Rush, in 2016 vierde met Kingdom. Na een pauze in 2017 keerde ze in 2018 terug in de Maltese preselectie. Met het nummer Taboo won ze de finale. Hierdoor mocht ze haar vaderland vertegenwoordigen op het Eurovisiesongfestival 2018, dat gehouden werd in de Portugese hoofdstad Lissabon. Ze kon voor haar land echter geen plaats in de finale bemachtigen.
1971: Joe Grech · 
1972: Helen & Joseph · 
1975: Renato · 
1991: Paul Giordimaina & Georgina · 
1992: Mary Spiteri · 
1993: William Mangion · 
1994: Chris & Moira · 
1995: Mike Spiteri · 
1996: Miriam Christine · 
1997: Debbie Scerri · 
1998: Chiara · 
1999: Times Three · 
2000: Claudette Pace · 
2001: Fabrizio Faniello · 
2002: Ira Losco · 
2003: Lynn Chircop · 
2004: Julie & Ludwig · 
2005: Chiara · 
2006: Fabrizio Faniello · 
2007: Olivia Lewis · 
2008: Morena · 
2009: Chiara · 
2010: Thea Garrett · 
2011: Glen Vella · 
2012: Kurt Calleja · 
2013: Gianluca Bezzina · 
2014: Firelight · 
2015: Amber · 
2016: Ira Losco · 
2017: Claudia Faniello · 
2018: Christabelle · 
2019: Michela · 
2021: Destiny Chukunyere · 
2022: Emma Muscat · 
2023: The Busker · 
2024: Sarah Bonnici · 
2025: Miriana Conte